# Direito do trabalho no Irã
O direito do trabalho no Irã descreve a regulamentação do trabalho do Irã. Como um país em desenvolvimento com um governo autoritário, o Irã está muito atrasado em padrões internacionais. Ele não ratificou as duas convenções fundamentais da Organização Internacional do Trabalho , relativa à liberdade de associação e de negociação coletiva e outra sobre a abolição do trabalho infantil.
As fontes básicas do direito do trabalho iraniano são:
- As Constituições e suas emendas (1906, 1907 e de 1979)
- Leis civis "Ghanon Madani"
- Decretos e procedimentos do Conselho de Ministros e Ministério do Trabalho (Aein Nameh)
- Jurisprudência
- Acordos e convenções coletivas
- Práticas comuns e normas profissionais
- Convenções e recomendações da Organização Internacional do Trabalho
- Outras declarações e acordos internacionais

## História
A primeira constituição do irã, aprovada em 1906, concedeu direitos básicos para o povo persa através dos artigos oito a vinte e cinco, que estabelece a igualdade perante a lei para todas as pessoas e o direito de formar e participar de sociedades (anjumans) e associações (ijtimá'át). O Parlamento (Majlis) e o Senado esperou 16 anos para aprovar o Lei do Emprego dos Servidores Cívicos de 1922. Ele deu proteção aos trabalhadores e servidores cívicos. Em 1923, o governador do Sistão-Baluchistão redigiu um decreto de nove artigos para proteger os direitos dos fabricantes do tapete, incluindo as horas de trabalho, férias e a idade mínima. Foi o primeiro documento nacional sobre direitos trabalhistas. Em 1928, o Parlamento aprovou a Lei Civil (Ghanon-e Madanei) que aborda os contratos de emprego. Esta lei divide as relações entre o empregador e o empregado em duas categorias, comparando o Direito francês: Contratantes independentes (por exemplo, carpinteiros, médicos, advogados, encanadores) que controlam seu próprio trabalho são responsáveis por seus lucros e perdas e empregados que estão sendo pagos por um empregador para executar tarefas específicas, mas não têm total controle de seu trabalho e agem de acordo com ordens e instruções do empregador.
Em 1936, o conselho de ministros aprovou regulamentações sobre condições de higiene mínimas nas fábricas, a qual foi a primeira tentativa de regular a relação entre empregador e empregado. Em 18 de maio de 1946, o Conselho de Ministros  aprovou o projeto de lei sobre o trabalho. O primeiro ministro do trabalho foi nomeado naquele mesmo ano, o que melhorou a sistematização das relações de trabalho e gestão de pessoal. No entanto, as condições de trabalho, apesar da legislação, foram inteiramente ao capricho dos empresários porque as leis não foram aplicadas e o Ministério do Trabalho foi fraco. Os empregadores poderiam fazer praticamente o que quisessem sem consequências e eles impediam a formação de sindicatos.
Em 1951, uma comissão foi nomeada pelo ministério do trabalho para traduzir leis trabalhistas de diversos países e as convenções internacionais da Organização Internacional do Trabalho para o persa, a fim de fazer um estudo comparativo e elaborar uma legislação própria. Este esforço não levou à proposta de uma legislação trabalhista. Em seguida, entre 1952 a 1957, vários comitês estabelecidos pelo ministério do trabalho e por consultores estrangeiros, incluindo uma consultora Belga e o secretário-geral do instituto do trabalho do Oriente Médio foram convidados para finalizar o projeto de lei do trabalho, que, finalmente, em 1959,foi votada e aprovada pelo Parlamento "Majils". Esta lei vigorou até 1990.
A próxima fase da legislação do trabalho começou com a "Revolução Branca" do Xá em 1962. É fornecido um estado de bem-estar e melhorias sociais, como a distribuição de lucros, planos de participação em ações dos empregados, companhia de habitação, salário mínimo e uma melhoria na Lei de Seguridade Social. Tudo foi pago com receitas da alta dos preços do petróleo. No entanto, muitos proprietários do setor privado se opuseram às novas iniciativas que infringiram seu poder. Novas práticas de pessoal foram introduzidas, incluindo a administração de folha de pagamento com gerenciamento de tempo, descrições de cargo, emprego, classificações e avaliações, e hierarquias organizacionais, principalmente em grandes empresas e indústrias governamentais. Na década de 1960, empreendedores progressistas do setor privado, tais como a família  Ladjevardi do grupo Industrial Behshar, introduziu classificações de trabalho; políticas de pessoal e de procedimentos automatizados e sistemas de folha de pagamento seguindo as recomendações de consultores estrangeiros da National Iranian Oil Company.

### Após a revolução

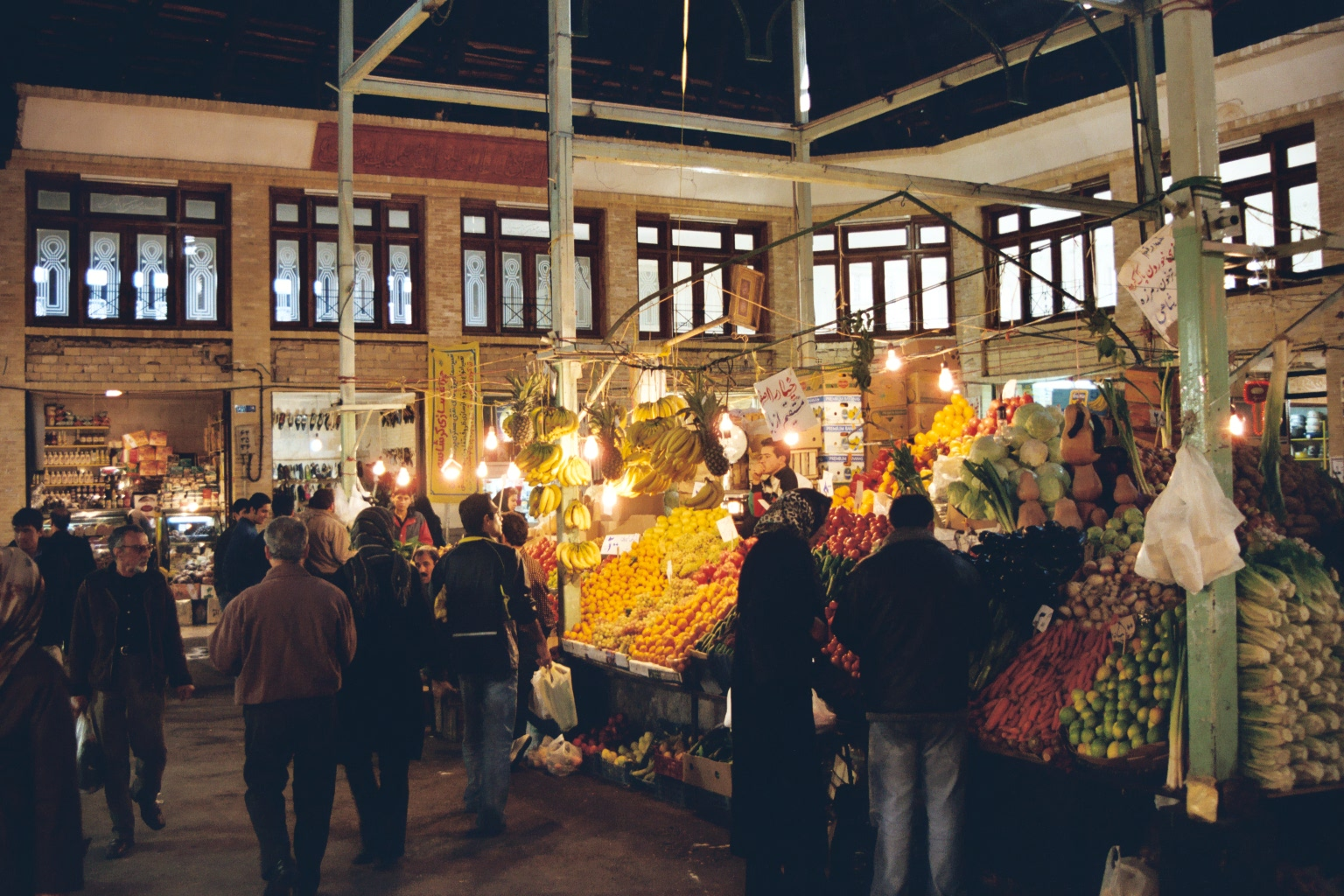
A seguridade social para todos os empregados é obrigatória no Irã

Seguindo a revolução Islâmica e a nova constituição, muitos encantavam-se com promessas idealistas. A nova constituição aborda o trabalho e seus tópicos em onze áreas através de vários artigos resumidos a seguir:
1. Concede liberdade de escolher a carreira e a ocupação
2. Comandos para o estabelecimento do horário de trabalho
3. Eliminação do trabalho compulsório
4. Proíbe o abuso e a exploração
5. Reconhece a propriedade e o direito ao trabalhador de receber seu salário
6. Proíbe a perturbação do negócio por outros
7. Promessas de igualdade de oportunidade para todos, fornecendo necessidades e amenidades
8. Compromete-se a disponibilizar equipamentos e ferramentas para aqueles capazes de trabalhar, se lhes falta a capacidade para adquirir os equipamentos e ferramentas necessárias
9. Compromete-se a conceder empréstimos sem juros para estabelecimento de cooperativa de institutos e de empresas
10. Compromete-se a fornecer saúde e higiene serviços para diferentes grupos de idades
11. Promessas para ajudar os carentes e vítimas de acidente

Uma nova era de legislação trabalhista, moldada após a nova constituição islâmica, reconheceu progressos após o estabelecimento do primeiro Conselho Islâmico dos Trabalhadores (Shora-e Islami Karagaran). Isso proporcionou direitos aos trabalhadores semelhantes aos dos trabalhadores europeus, mas sob a égide do islamismo.
Durante as duas primeiras décadas da revolução, o Conselho dos Trabalhadores influenciou muitas das tarefas de gestão de pessoal, incluindo recrutamento, seleção, promoção, avaliação de funções, estrutura salarial, bônus de produtividade, segurança e saúde e outras tarefas (inclusive de funcionários, com ração diária de leite e alimentos). Adicionado a estas foram a criação e o funcionamento de fábrica de lojas de supermercados e cooperativas de habitação. Ironicamente, muitas dessas tarefas tornaram-se tinta oficial da Lei do Trabalho de República Islâmica do Irã de 1990.
O final da guerra Irã-Iraque marcou o início da liberalização econômica, bem como a ascensão dos reformistas no Parlamento. Com isso, o direito do trabalho de 1990 foi pró-trabalho e havia acusações de ser caro demais para administrar. A gerência tinha que se juntar aos representantes trabalhistas no conselho de administração da empresa, o que não tinha precedentes no estilo de gestão tradicional do setor privado iraniano.
A primeira emenda na lei do trabalho surgiu com a introdução de contratos de trabalho temporários que permitiram que os empregadores contratassem empregados sob um contrato de um ano com a possibilidade de serem reeditados ano após ano após uma liquidação do benefício anual de "final de serviços". O Ministério do Trabalho emitiu um comunicado em março de 1994, afirmando que o emprego nos contratos sob "termos fixos" era legal.
O governo criou um ambicioso plano de desenvolvimento de liberalização e impulsionamento da economia de forma rápida. O plano contribuiu para criar uma lei trabalhista passiva. Então, em 2004, os reformistas no Sexto Parlamento e os conservadores no Conselho dos Guardiões conseguiram chegar a um acordo para alterar a Lei do Trabalho para isentar as empresas com cinco ou menos empregados de algumas das suas obrigações trabalhistas.
Em 2006, em resposta às crescentes pressões do setor privado para a reforma do direito do trabalho,o Ministério do Trabalho elaborou uma emenda para desconstruir o "livre mercado". Uma nova lei está em discussão com base nestas alterações.

## Direito do trabalho
Há um salário mínimo nacional aplicável a cada setor de atividade, fixada pelo Conselho Supremo do Trabalho, que é revisada anualmente. Em 2010, o salário mínimo, determinado pelo Conselho Supremo do Trabalho, foi de cerca de US$303 por mês (US$3.636 por ano). A adesão ao sistema de segurança social para todos os funcionários é obrigatória. A linha de pobreza nacional para Teerã no ano que terminou em 20 de março de 2008 foi de US $ 9.612 por ano e a média nacional foi de US $ 4.932.
Embora os trabalhadores iranianos tenham, em tese, o direito de formar sindicatos, na realidade, não há nenhum sistema sindical no país. Os trabalhadores são representados ostensivamente pela Casa dos Trabalhadores, uma instituição patrocinada pelo Estado que, no entanto, tenta desafiar algumas políticas de estado. Corporações de ofício operam localmente na maioria das áreas, mas são limitados principalmente pela emissão de credenciais e licenças. O direito dos trabalhadores a greve geralmente não é respeitado pelo Estado e, desde 1979, as greves foram frequentemente reprimidas por ações policiais.
A abrangente legislação trabalhista abrange todas as relações de trabalho do irã, incluindo a contratação de pessoal local e estrangeiro. O Direito do Trabalho fornece uma definição muito ampla e inclusiva dos indivíduos que cobre, e os contratos de trabalho escritos, orais, temporários e indefinidos são reconhecidos.

### Disposições de contrato de trabalho
Para ter um contrato de trabalho celebrado nos termos da Lei, as seguintes disposições deverão ser incluídos:
- 1. Tipo de trabalho, vocação ou dever que deve ser assumido pelo trabalhador;
- 2. Remuneração básica e suplementos ao mesmo;
- 3. Horas de trabalho, férias e licenças;
- 4. Local de desempenho de funções;
- 5. O período de experiência, se houver;
- 6. Data de celebração do contrato;
- 7. Duração do emprego; e
- 8. Quaisquer outros termos e condições necessárias de acordo com a natureza do emprego.

O empregador pode exigir do empregado a ser sujeito a um período probatório. No entanto, esse período não pode exceder um mês para trabalhadores não qualificados e três meses para trabalhadores qualificados e profissionais. Durante o período de experiência, qualquer das partes poderá rescindir de imediato a relação de emprego sem justa causa ou pagamento de verba rescisória. A única ressalva é que, se o empregador termina a relação de emprego, ele deve pagar ao empregado por toda a duração do período de estágio.

### Suspensão do contrato de trabalho
A suspensão do contrato de trabalho pode ser feita nas seguintes condições:
- 1. Período de serviço militar (ativo, de contingência e de reserva), bem como o alistamento voluntário durante os conflitos. Este período deve ser considerado parte do registro de serviço do empregado no local de trabalho;
- 2. Encerramento de uma oficina ou de suas partes, devido a motivo de força maior;
- 3. Licença educacional por até quatro anos; e
- 4. O período de detenção que não leva à condenação;

Uma vez que as condições que dão origem à suspensão do contrato são removidos, o empregador deve permitir o retorno do empregado ao trabalho. Se o cargo for preenchido ou eliminado, o empregador é obrigado a fornecer uma posição semelhante para o empregado. A falha em fazer o que precede é considerada uma ilícito e é sujeita a ações legais..

### Rescisão do contrato de trabalho
A lei permite a rescisão de contrato de trabalho somente sob as seguintes instâncias:
- 1. Morte do empregado;
- 2. Aposentadoria do empregado;
- 3. Incapacidade Total do empregado;
- 4. Expiração do período de duração do contrato de trabalho;
- 5. Conclusão do trabalho em tarefas específicas de contratos; e
- 6. Demissão do empregado.

O empregador é obrigado a pagar as prestações ao abrigo de todos os cenários acima, de acordo com os anos de serviço.

### Demissão
Um funcionário só poderá ser dispensado mediante aprovação do Conselho Islâmico do Trabalho ou o Conselho Discricional de Trabalho. Os motivos para a demissão incluem a negligência de um empregado na execução de seus deveres ou violação dos estatutos disciplinares do empregador. O empregador deve ter fornecido aviso prévio por escrito das violações do empregado. Se o conselho não estiver convencido de que a demissão do empregado é justificada, o empregador deve reintegrar o empregado. Uma vez que um empregado é demitido, o empregador é obrigado a fornecer uma indenização compensatória.

### Indenizações e benefícios de cessação de emprego
A Lei exige a seguinte compensação pelo funcionário encerrado, incapacitado e suspenso:
- 1. Suspensão do Empregado - quando um empregado for suspenso, sem justa causa, o empregador tem de reintegrar o empregado e pagar por todos os danos e compensações resultantes da suspensão injustificada;
- 2. Encerramento do emprego - Um empregador tem a obrigação legal de fornecer um salário de trinta (30) dias por cada ano de serviço para empregados despedidos ou aposentados;
- 3. Pessoas com deficiência - O empregador deve pagar a 30 dias de salário por cada ano de serviço. Além disso, se a incapacidade de um empregado é devido a condições de trabalho, o empregador deve pagar salário de 60 dias por cada ano do período de serviço do empregado.

### Horas de trabalho e horas extras
A jornada de trabalho do irã é baseado em 44 horas semanais. Normalmente, os funcionários trabalham de sábado a quarta-feira (8 horas por dia) e meio dia na quinta-feira (4 horas). Qualquer hora trabalhada além destes dará direito ao empregado a horas extras. A lei exige um pagamento de 40% acima do salário por hora para os empregados por qualquer acumulado de horas extras. O funcionário deve consentir no trabalho de horas extras.

### Feriados e licenças
Os funcionários têm direito a licença em todos os feriados oficiais do estado (cerca de 22 dias por ano) e sextas-feiras. Qualquer empregado que esteja trabalhando durante esses feriados, terá direito ao pagamento de horas extras. Além disso, os empregados têm direito a um mês de férias por ano. A licença anual para os empregados envolvidos em emprego difícil e perigoso deve ser de cinco semanas por ano. Os funcionários têm direito a economizar até 9 dias de férias anuais.
Em caso de rescisão, invalidez ou despedimento, os funcionários devem ser remunerados por qualquer licença acumulada. Finalmente, os funcionários têm direito a 3 dias de férias pagas por casamento ou morte de um cônjuge, pai, mãe ou filho.

### Licença-maternidade
As trabalhadoras têm direito a 90 dias de licença-maternidade. O salário durante a licença de maternidade será pago de acordo com as disposições da Lei de seguro Social. A licença-maternidade deve ser considerada parte do registro de serviço de uma funcionária. Os empregadores devem fornecer às funcionárias que retornam a mesma posição que se encontravam antes.

### Emprego de estrangeiros
A Lei proíbe o emprego de estrangeiros sem a devida permissão de trabalho. Diplomatas, funcionários das Nações Unidas e repórteres de imprensa estrangeira estão isentos deste requisito. Uma autorização de trabalho para um estrangeiro será emitida somente se forem atendidas as seguintes condições:
- 1. Falta de especialização entre os cidadãos iranianos;
- 2. O estrangeiro ser qualificado para o cargo; e
- 3. A experiência do estrangeiro será usada para treinamento e posterior substituição por indivíduos iranianos.

Autorizações de trabalho serão emitidos, renovados ou prorrogados por um período máximo de um ano. Além disso, nenhum visto de saída será concedido ao estrangeiro, a menos que o país pague todos os impostos devidos, direitos, etc. 

#### Isenção
Uma nova lei prevê que as oficinas com menos de cinco empregados não estão sujeitas as leis do trabalho.

### Assistência médica
A constituição iraniana dá direito aos iranianos aos cuidados básicos  de saúde e a maioria recebe medicamentos prescritos subsidiados e programas de vacinação. Uma extensa rede de clínicas públicas oferece atendimento básico a baixo custo, e hospitais gerais e especializados operados pelo Ministério da Saúde fornecem níveis mais elevados de cuidados. Na maioria das grandes cidades, as pessoas afortunadas usam clínicas privadas e hospitais que cobram taxas elevadas. Instalações médicas especializadas estão concentradas em áreas urbanas, mas as comunidades rurais têm acesso relativamente bom aos médicos de cuidados primários nas clínicas das aldeias, onde o sistema de cuidados de saúde primários patrocinado pelo governo aumentou o nível de educação saudável e pré-natal desde o final da década de 1990.

### Proteção Social
O Irã possui um abrangente sistema de proteção social com cerca de 28 programas de seguro social, assistência social e desastre que beneficiam grandes segmentos da população. Estes programas incluem treinamento e assistência à procura de emprego, seguro de saúde e desemprego, pensões de invalidez, velhice e sobrevivência e transferências em espécie, incluindo subsídios (por exemplo, habitação, alimentos, energia), de reabilitação e outros serviços sociais (por exemplo, cuidados de longa duração para idosos), e até mesmo casamento e assistência funerária.
Além do imposto sobre o rendimento, os empregadores são obrigados a contribuir para o Fundo Estatal de Segurança Social e para o Fundo de Emprego. Para seguro social e seguro-desemprego, o empregado paga 7% do salário (entre 18 e 65 anos), empregador (20 a 23%), o Estado (3%).Os trabalhadores independentes pagam 12-18%, dependendo do tipo de cobertura procurada. Em 2003, a pensão padrão mínima era de 50% dos ganhos do trabalhador, mas não inferior ao montante do salário mínimo.
A seguridade social torna possível garantir os trabalhadores, contra o desemprego, a doença, a velhice (aposentadoria, pensão) e os acidentes ocupacionais. O Irã não legislou a favor de uma proteção social universal, mas em 1996, o Centro das estatísticas do Irã estima que mais de 73% da população iraniana é coberta por uma seguridade social. A Organização da Seguridade Social, gerida pelo Ministério da proteção social, oferece benefícios familiares e de maternidade sob certas condições. O Irã gastou 22,5% do orçamento nacional de 2003 em programas de assistência social. Mais de 50 por cento desse montante cobriram as pensões.
Os programas de bem-estar para os necessitados são geridos por mais de 30 agências públicas individuais e organizações semi-estatais chamadas Bonyad, bem como por várias organizações privadas não governamentais. Em 2003, o governo começou a consolidar suas organizações de assistência social em um esforço para eliminar a redundância e a ineficiência.